# Gerrit Schimmelpenninck
Pour les articles homonymes, voir Schimmelpenninck.
Gerrit, comte Schimmelpenninck, né à Amsterdam le 25 février 1794 et mort à Arnhem le 4 octobre 1863, est un homme d'affaires, diplomate et homme d'État néerlandais.

## Biographie
Il passa au cours de sa vie du libéralisme modéré au conservatisme. Il était le fils du grand-pensionnaire Rutger Jan Schimmelpenninck et membre de la Nederlands Hervormde kerk (« Église réformée néerlandaise »).
Après avoir été entre autres directeur de la Nederlandsche Handel-Maatschappij (« Société commerciale néerlandaise »), il fut consul à Saint-Pétersbourg et plus tard ambassadeur à Londres.
Guillaume II le fit revenir aux Pays-Bas essentiellement pour tenir Thorbecke à l'extérieur du gouvernement. En mars 1848, il devint le premier président du Conseil des ministres, le roi déléguant progressivement les fonctions exécutives. Sa proposition d'établir une Constitution sur le modèle britannique, où entre autres le monarque aurait nommé les membres de la Première Chambre des États généraux indissoluble, fut rejetée par ses ministres. Il présenta sa démission le 14 mai 1848 et Thorbecke, principal auteur des révisions constitutionnelles amenant à la démocratie, lui succéda.
Il se marie le 28 mai 1819 avec Johanna von Knobelsdorff (né le 6 octobre 1796 et mort le 15 juin 1852), fille de l'envoyé prussien Wilhelm von Knobelsdorff